# UFC 237
UFC 237: Namajunas vs. Andrade è stato un evento di arti marziali miste tenuto dalla Ultimate Fighting Championship l'11 maggio 2019 allo Jeunesse Arena di Rio de Janeiro in Brasile.

## Risultati
|                                           | Divisione                     |                       |                 |                          | Metodo                                  | Round           | Tempo           | Premio          |
| Card Principale                           | Card Principale               | Card Principale       | Card Principale | Card Principale          | Card Principale                         | Card Principale | Card Principale | Card Principale |
| ----------------------------------------- | ----------------------------- | --------------------- | --------------- | ------------------------ | --------------------------------------- | --------------- | --------------- | --------------- |
| Sfida valida per il titolo di campionessa | Pesi paglia femminili         | Jéssica Andrade       | batte           | Rose Namajunas (c)       | KO (slam)                               | 2               | 2:58            | FOTN/POTN       |
|                                           | Pesi medi                     | Jared Cannonier       | batte           | Anderson Silva           | KO tecnico (calcio alla gamba)          | 1               | 4:47            |                 |
|                                           | Pesi piuma                    | Alexander Volkanovski | batte           | José Aldo                | Decisione unanime (30-27, 30-27, 30-27) | 3               | 5:00            |                 |
|                                           | Pesi welter                   | Laureano Staropoli    | batte           | Thiago Alves             | Decisione unanime (30-27, 30-27, 29-28) | 3               | 5:00            |                 |
|                                           | Catchweight femminile (64 kg) | Irene Aldana          | batte           | Bethe Correia            | Sottomissione (armbar)                  | 3               | 3:24            |                 |
| Card Preliminare (ESPN)                   |                               |                       |                 |                          |                                         |                 |                 |                 |
|                                           | Pesi mediomassimi             | Ryan Spann            | batte           | Antônio Rogério Nogueira | KO (pugni)                              | 1               | 2:07            |                 |
|                                           | Pesi leggeri                  | Thiago Moises         | batte           | Kurt Holobaugh           | Decisione unanime (30-26, 30-26, 30-27) | 3               | 5:00            |                 |
|                                           | Pesi welter                   | Warlley Alves         | batte           | Sérgio Moraes            | KO (pugno)                              | 3               | 4:13            | POTN            |
|                                           | Pesi leggeri                  | Clay Guida            | batte           | B.J. Penn                | Decisione unanime (29-28, 29-28, 29-27) | 3               | 5:00            |                 |
| Card Preliminare (UFC Fight Pass)         |                               |                       |                 |                          |                                         |                 |                 |                 |
|                                           | Pesi mosca                    | Luana Carolina        | batte           | Priscila Cachoeira       | Decisione unanime (30-26, 30-26, 29-27) | 3               | 5:00            |                 |
|                                           | Pesi gallo                    | Raoni Barcelos        | batte           | Carlos Huachin           | KO tecnico (pugni e gomitate)           | 2               | 4:49            |                 |
|                                           | Pesi gallo femminili          | Viviane Araújo        | batte           | Talita Bernardo          | KO (pugno)                              | 3               | 0:48            |                 |

## Premi
I lottatori premiati ricevettero un bonus di 50.000 dollari.
Legenda:
- FOTN: Fight of the Night (vengono premiati entrambi gli atleti per il miglior incontro dell'evento)
- POTN: Performance of the Night (viene premiato il vincitore per la migliore performance dell'evento)